# Durch den Monsun
"Durch den Monsun" (A través del monsó) i "Monsoon" són cançons de la banda alemanya de rock Tokio Hotel. La versió alemanya de la cançó "Durch den Monsun" va ser llançada com el seu single de debut el 2005 del seu àlbum de debut Schrei. Una versió anglesa anomenada "Monsoon" va ser inclosa després en el seu primer àlbum en anglès, Scream i llançat com el seu primer single anglès el 2007.

## Posició a les llistes de vendes
| Llistes (2005)¹          | Posició més alta |
| ------------------------ | ---------------- |
| Ö3 Austria Top 40        | 1                |
| Belgian Singles Chart    | 6                |
| Dutch Singles Chart      | 71               |
| German Singles Chart     | 1                |
| Swiss Singles Chart      | 5                |
| Llistes (2007/2008)²     | Posició més alta |
| Colombian Singles Chart  | 41               |
| Costa Rica Singles Chart | 9                |
| Danish Singles Chart     | 14               |
| Dutch Top 40             | 17               |
| French Singles Chart3    | 8                |
| Italian Singles Chart    | 8                |
| Mexican Top 100          | 13               |
| Swedish Singles Chart    | 23               |
| U.S. Billboard Pop 100   | 84               |

Notes:
- ¹: Les posicions de les llistes de vendes del 2005 són de la versió alemanya, "Durch den Monsun".
- ²: Les posicions de les llistes de vendes del 2007 són de la versió anglesa, "Monsoon".
- 3: La versió alemanya es va llançar a França el 2007.